# Karwieńskie Błoto Drugie
Karwieńskie Błoto Drugie est une localité polonaise située dans le powiat de Puck en voïvodie de Poméranie. 